# Östervåla hembygdsförening
Östervåla hembygdsförening är en hembygdsförening i Östervåla socken i Heby kommun.
Hembygdsföreningen grundades 1926, och 1929 införskaffades en tomt i Mårtsbo, där efterhand ett femtontal äldre byggnader från olika delar av Östervåla uppförts. Mangårdsbyggnaden är en parstuga från 1700-talet från Offerbo. Vid stuggaveln har man uppfört en källarstuga från Backa. I källarutbyggningen har man inrett ett stolsmuseum för del stolstillverkning som tidigare bedrevs i stor omfattning i trakten. Vid infarten till hembygdsgården har ett soldattorp uppförts som inretts till utställningslokal för museala föremål. Hembygdsföreningen bildade vid mitten av 1970-talet Hembygdens förlag som ger ut skriftserien Vår hembygd. Hembygdsföreningen förvaltar även Aspnäsarkivet, ett gårdsarkiv från Aspnäs gård.